# Улан-Удинський локомотивовагоноремонтний завод
Улан-Удинський локомотивовагоноремонтний завод — філія ВАТ «Желдорреммаш», завод, розташований в Улан-Уде (Бурятія), що ремонтує для потреб залізниць тепловози, електровози, вагони, а також вузли і агрегати тягового рухомого складу.

## Історія заводу
У 1941 році на завод була евакуйована частина виробничої бази та недобудовані локомотиви паровозних відділів Ворошиловградського і Харківського паровозобудівного заводу.
З 1943 року, завод, крім виконання військових замовлень, ремонту і добудови паровозів, розпочав підготовку серійного виробництва вантажних паровозів середньої потужності серії СО «Серго Орджонікідзе».
З 1945 року, завод іменується паровозобудівним, з 1948 року знову паровозовагоноремонтний завод. З 1962 року іменується Улан-Удинський локомотивовагоноремонтний завод. В кінці 1990-х років входить до складу Східно-Сибірської залізниці.
У 1948 році завод був нагороджений орденом Леніна.
У 1949 році на заводі був побудований дослідний надпотужний паровоз УУ.
За свою історію завод ремонтував, тепловози ТЕ1, ТЕ3 , ТЕМ2, електровози ВЛ8, ВЛ60, ВЛ80. Завод також побудував близько 600 паровозів різних серій.

## Продукція заводу

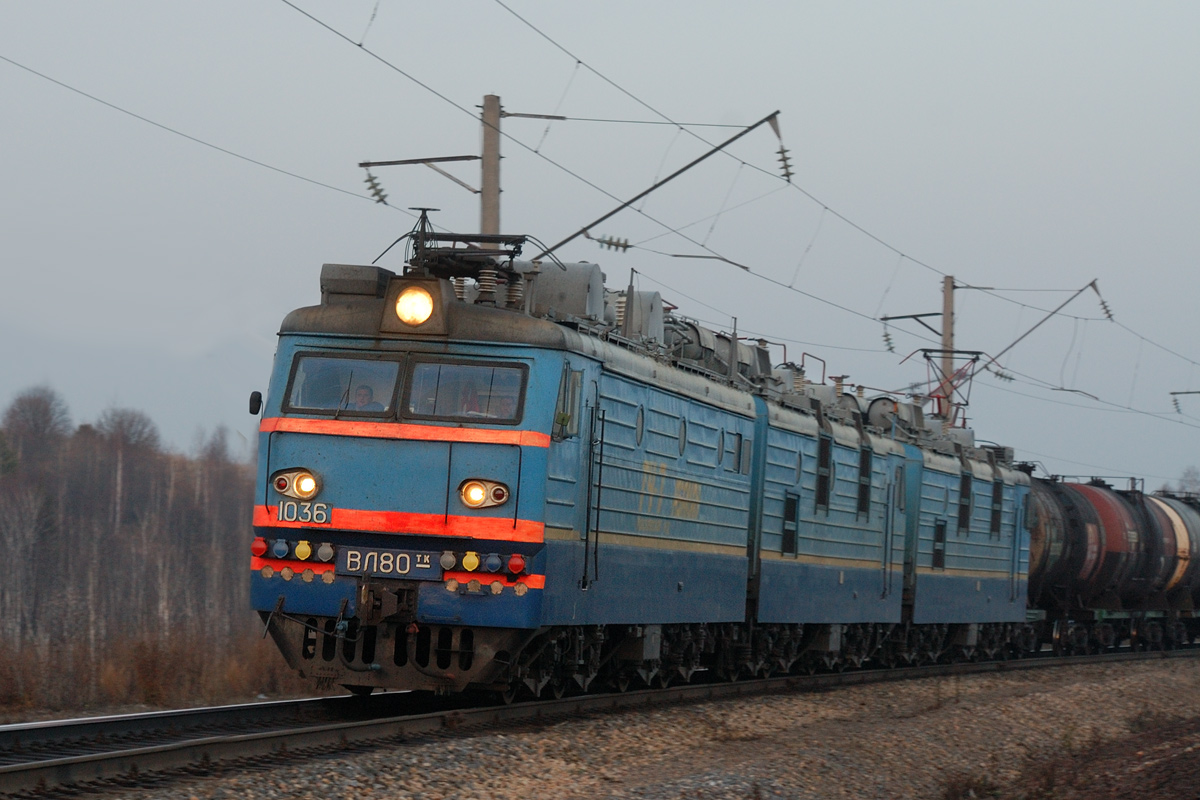
Модернізований електровоз ВЛ80 ^{ТК}

У 2005 році на заводі проходили ремонт тепловози серії ТЕМ2, електровози ВЛ80Т, ВЛ80З, ВЛ80Р, ВЛ85, пасажирські вагони, колісні пари, тягові двигуни і дизелі для локомотивів. Була розпочата підготовка до ремонту електровозів серії ЕП1. Крім того, завод виробляє чавунне, сталеве і кольорове литво.
Станом на літо 2011 року Улан-Удинський ЛВРЗ проводить модернізацію електровозів ВЛ80Т і ВЛ80С до ВЛ80ТК і ВЛ80СК, також на заводі модернізовані два локомотиви серії ВЛ80ССВ (зі змішаним збудженням тягових електродвигунів), обидва працюють у депо Саратов Приволзької залізниці.